# Икарус Метеор
Икарус Метеор је једноседа такмичарска једрилица потпуно металне конструкције са увлачивом амортизованом скијом о точком за слетање испод трупа. Производила се у фабрици Икарус у Земуну.

## Пројектовање и развој
Ваздухопловну једрилицу потпуно металне конструкције и чистих аеродинамичких линија, почели су да пројектују од 1954. године инжењери Борис Цијан, Станко Обад и Михо Мазовец, који су до тада већ имали богато искуство у пројековању и изради једрилица дрвене конструкције. Према прорачунима, угао планирања ове једноседе једрилице је требало да буде 1:42 - што значи да би се још 42 км могло планирати са надморске висине од 1 км - што је био захтев за једрилицу светске класе. Једрилица Метеор са својим ламинарним проточним крилом, закрилцима који мењају прегиб и врло танак труп даје минималну површину попречног пресека, постављајући пример за углед пројектантима данашњих једрилица високих перформанси. Такмичарска једрилица Икарус Метеор била је намењена постизању свих могућих рекорда: висинских, брзинских и даљинских а одликовала се великом маневарском способношћу. Прототип ове једрилице је направљен у земунском Икарусу а први пут је полетео 4. маја 1956. године. Испитивања и побошавања су трајала до априла 1958. године када су завршена сва фабричка и тестирања у ВОЦ-у (Ваздухопловни опитни центар) и летилица је добила пловидбену дозволу. Интересантан податак је да је за ову једрилицу направљено око 1.700 цртежа, што је био веома заметан посао.

### Технички опис
Крила једрилице су равна, са нападном ивицом нормалном на осу једрилице и закошеном излазном, тако да су крила трапезног облика. Конструкција крила је метална са металном превлаком (облогом).
Цела излазна ивица је у командама, прва четвртина су класична крилца (еленори), а остатак су закрилца. Пошто су крилца и закрилца физички одвојени могу служити и као ваздушне кочнице. На средини крила су постављене увлачиве ваздушне кочнице. На крајевима крила били су постављени усмеривачи који су елиминисали вртложно струјање и штитиле крило када је једрилица приземљена јер се ослањала на те усмериваче а не на површину крила. Крила су за труп једрилице везане за горњу половину трупа па се ова једрилица може класификовати као висококрилац. При сувоземном транспорту крила и репни стабилизатори се могу лако одвојити од трупа и са њим спаковати на прикључно возило.
Положај пилота у кабини је заваљен, чиме је добијен удобан положа пилота а једрилици је смањена висина. Велики поклопац од плексигласа изнад пилота пружа одличну видљивост. Кокпит је опремљен радио пријемником и најсавременијим инструментима за контролу лета који су снабдевани струјом из акумулатора. Управљање једрилицом се врши помоћу пилотске палице. Труп је изведен као полумонокок конструкција из дводелне шкољке. Предњи део трупа у коме се налази кабина пилота је задебљани овални део који се у продужетку ка репу једрилице претвара танки купасти цилиндар. На репу се налазе хоризонтални стабилизатори са кормилом висине и вертикални стабилизатор са кормилом правца.
Делови стајног трапа се састоје од скије (клизача) и точка са нископритисном гумом и кочницом који се механички увлаче током лета у труп једрилице. Увлачење стајног трапа у труп једрилице се обавља помоћу точка који се налази у кабини пилота. За комплетно увлачење или извлачење трапа неопходно је точак окренути 16 пута. Увлачењем стајног трапа у труп једрилице знатно се смањује аеродинамички отпор летилице. Скија и точак стајног трапа се налазе на најнижој тачки трупа и постављени су у тандем распореду: на првом месту се налази скија а иза ње је постављен точак.

### Варијанте једрилица
- Метеор - Прва оригинална верзија из 1955. године
- Метеор 57 - Побољшана верзија из 1957. године
- Метеор 60 - Прототип верзије из 1960. године

## Карактеристике
Карактеристике наведене овде се односе на једрилицу Икарус Метеор 60 а према изворима
| Финеса      | 1 : 42 при брзини 90 km/h |
| Перформансе | - минимална брзина 70 km/h - максимална брзина 250 km/h - минимално пропадање 0,5 m/s при брзини 90 km/h                                |
| Димензије   | - размах крила 20,00 m - дужина 8,05 m - површина крила 16,00 m² - аеропрофил крила NACA 632 616 5 - макс. оптеречење крила; 31,5 kg/m² |
| Маса        | - сопствена 376 kg - полетна 505 kg - водени баланс; нема                                                                               |

## Оперативно коришћење
Када се 1956. године појавила на Светском првенству у Сент Јану у Француској, југословенска једрилица металне конструкције Икарус "Метеор" постала је прворазредна сензација. Била је у својој класи једна од најнапреднијих летелица тог времена. Она је била прва једрилица са размахом крила од 20 метара, увлачећим стајним трапом и NACA аеропрофилом. Многи сматрају да је конструктивно решење ове једрилице ишло бар десет година испред свог времена, што доказује њен успешан и дуг такмичарски век.
Такмичарски век Метеор-а је трајао 12 година од 1956 до 1968. године. На почетку такмичарског века, успешно је учествовао на Светским првенствима и бележио запажене резултате, 1956 године пласирао се на 4. место а 1958. године на 5 место у свету. "Метеор" је 1958. године поставио и два светска рекорда брзине на кружним рутама (троугловима) од 100 и 300 km. Последње учествовање на светском првенству било му је 1968. год. када се пласирао на 27. место. На жалост, једриличара изграђене су само две летелице, које су се годинама користиле након ових успеха у Савезном Ваздухопловном центру Вршац. И дан данас је ова једрилица предмет интересовања моделара и проивођача макера летилица.

## Сачувани примерци
Након окончаног такмичарског века (1968) оба примерка једрилица Икарус Метеор си биле стациониране у Савезном Ваздухопловном центру у Вршцу где су коришћене за спортско летење.
Једна од тих једрилица (Метеор 57) је оштећена и продата породици њеног констуктора инж. Обада. У Загребу је ова једрилица тотално рестаурирана и оспособљена је за ваздушну пловидбу. У Хрватском регистру ваздухоплова регистрована је 2010. године под ознаком 9A-GSO, и данас лети у Загребачком Аеро клубу.
Друга једрилица (Икарус Метеор 60) која је имала регистрациону ознаку YU-4103 предата је Ваздухопловном музеју у Београду, где је репарирана и чува се у депоу овог музеја али није јавно изложена.

## Земље које су користиле ову једрилицу
- Југославија
- Србија
- Хрватска